# Setmana Internacional dels Arxius
La Setmana Internacional dels Arxius gira al voltant del 9 de juny, Dia Internacional dels Arxius. Des de l'any 2007, aquesta setmana i sobretot el dia 9 de juny, se celebra anualment als arxius de tot el món i es commemora la creació del Consell Internacional d'Arxius per la UNESCO el 9 de juny de 1948. L'ICA va ser creada amb l'objectiu de defensar la conservació i protecció de qualsevol mena de documentació, reunint així totes les institucions arxivístiques i professionals internacionals. I és per això que en aquesta setmana i dia s'organitzen actes i es presenten projectes que posin en valor aquests propòsits de protecció de la documentació.
L'any 2004 durant el Congrés Internacional d'Arxius a Vienna, uns dos mil participants adoptaren una resolució en la qual es demanava a les Nacions Unides que es designés un dia específic per marcar la importància i el valor dels arxius. Així, l'any 2005, la UNESCO declarà el 27 d'octubre com a Dia Mundial pel Llegat Audiovisual, durant la 33a sessió de la Conferència General celebrada a París (França). Aquesta declaració ocasionà que es veiessin més urgents les mesures i la difusió de la importància dels documents i patrimoni audiovisual, com a memòria i llegat compartits. Però els documents audiovisuals eren només una porció de tot el llegat documental que requeria atenció internacional. És per això que l'any 2007 en la Trobada Anual General del Consell Internacional d'Arxius es va decidir que el 9 de juny se celebraria el Dia Internacional dels Arxius, data en la qual es commemorava la creació de l'ICA sota l'auspici de la UNESCO el 1948.
En el Dia Internacional dels Arxius de l'any 2009, l'ICA va expandir l'esdeveniment a tota la setmana del 9 de juny de cada any, passant a anomenar-se la celebració com a Setmana Internacional dels Arxius (en anglès International Archives Week) que inclouria la commemoració del Dia Internacional dels Arxius, i en la qual institucions d'arxius de tot el món compartirien els seus esdeveniments relacionats amb la celebració i participarien juntament amb l'ICA en promoure el valor i la importància dels arxius i els arxivers.

## Mandats
Els objectius del Dia Internacional dels Arxius i de la Setmana Internacional dels Arxius són:
- Sensibilitzar el públic sobre la importància dels registres i arxius
- Sensibilitzar els alts responsables de la presa de decisions sobre els beneficis de la gestió de documents per al bon govern i el desenvolupament
- Millorar la comprensió dels sectors públic, privat i públic de la necessitat de preservar i accedir a l'arxiu a llarg termini
- Mostrar els documents únics, extraordinaris i rars conservats a les institucions d'arxiu
- Avançar en la imatge dels registres i arxius per millorar-ne la visibilitat globalment

## Edicions
| Any  | Lema                                                                            | Hashtag                                                       |
| ---- | ------------------------------------------------------------------------------- | ------------------------------------------------------------- |
| 2012 |                                                                                 | #IAD2012                                                      |
| 2013 |                                                                                 | #IAD2013                                                      |
| 2014 |                                                                                 | #IAD2014                                                      |
| 2015 | - Promote Your Archive                                                          | #IAD15                                                        |
| 2016 | - Archives, Harmony and Friendship                                              | #IAD2016 #IAD16                                               |
| 2017 | - Archives, Citizenship and Interculturalism                                    | #IAD17                                                        |
| 2018 | - Archives: Governance, Memory and Heritage                                     | #IAD18 #IAD2018                                               |
| 2019 | - Designing the Archives in the 21st Century                                    | #IAW2019 #DesigningYourArchives                               |
| 2020 | - Empowering Knowledge Societies                                                | #IAW2020 #AnArchiveIs                                         |
| 2021 | - Empower accountability and transparency - Empower archives and the profession | #IAW2021 #EmpoweringArchives                                  |
| 2022 | - Archives Are You                                                              | #IAW2022 #ArchivesAreYou #SomosArchivo #NousSommesLesArchives |